# プラット・アンド・ホイットニー R-1690

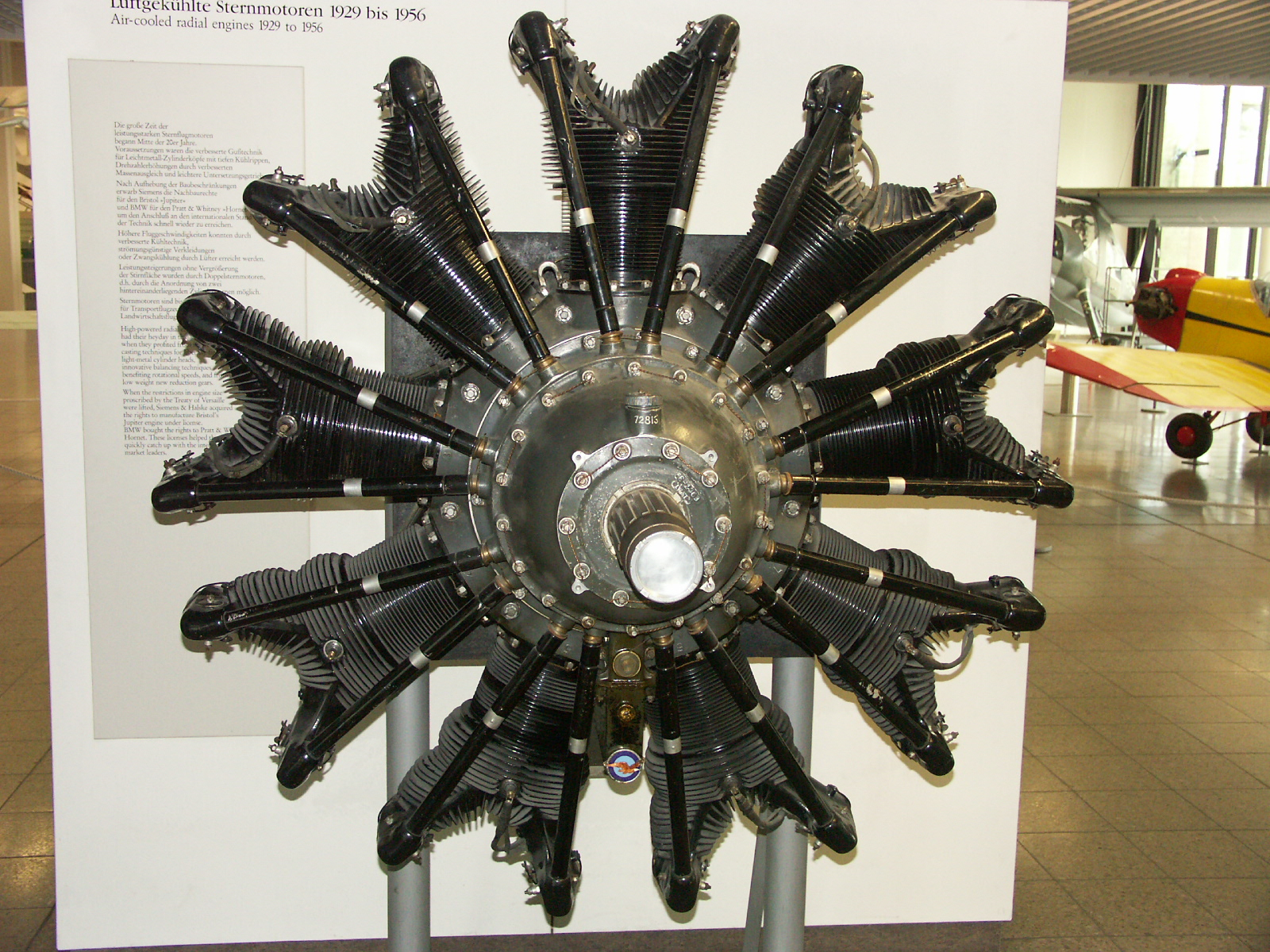
R-1690 「ホーネット」

プラット＆ホイットニー R-1690 ホーネット（英語：Pratt & Whitney R-1690 Hornet ）はアメリカのプラット・アンド・ホイットニーが開発し1926年から1942年の間に2,944基が生産された航空機用エンジンである。9気筒の空冷星型エンジンで、排気量は27.7L（1690立方インチ）だった。
このエンジンをライセンス生産したものとして、イタリアのフィアット A.59 がある。また、ドイツでも BMW ホーネットの名でライセンス生産が行われ、のちに独自の改良を加えた BMW 132やBMW 801へと発展した。日本では明星として三菱がライセンス生産し、後の金星に影響を与えた。

## 主要諸元

### R-1690 SIE-G
- タイプ：空冷星型9気筒
- ボア×ストローク：156 mm×162 mm
- 排気量：27.7 L
- 全長：1,295 mm
- 直径：1,382 mm
- 乾燥重量：460 kg
- 圧縮比：6.0
- 燃料供給方式：キャブレター式
- 使用燃料：87オクタンガソリン
- 過給機：遠心式スーパーチャージャー1段1速
- 出力
  - 789hp / 2,300rpm （離昇出力）
  - 740hp / 2,250rpm （高度2,135m = 7,000ft ）

- 出典：[1]

## 搭載機
アメリカ合衆国
- バッハ エアーヨット
- ベランカ 31-40
- ボーイング 80
- ボーイング 95
- ボーイング 221
- フォッカー F.32
- ロッキード L-18 ロードスター
- シコルスキー S-42
- シコルスキー S-43
- ウェデル・ウィリアムス モデル44
- 軍用機
  - キーストーン B-3A
  - マーチン B-10
  - ボーイング Y1B-17
  - ダグラス O-38
  - ヴォート O2U コルセア

 ドイツ
- ユンカース W 34
- ユンカース Ju 52
- ユンカース Ju 86